# Dassault Mirage G
Dassault Mirage G  — серия из трёх экспериментальных самолётов французской авиастроительной корпорации Дассо. На всех отрабатывалась технология создания боевых самолётов с крылом изменяемой стреловидности. Всего было построено по одному прототипу Mirage III G, Mirage G4 и G8.

## История создания
Со второй половины 60-х для увеличения тактико-технических характеристик боевых самолётов, ведущие мировые авиапроизводители пришли в выводу о необходимости создания самолётов с крылом изменяемой стреловидности. Подобная конструкция позволяла одновременно сократить разбег и пробег при взлёте и посадке (больший угол стреловидности) и увеличить скорость полёта (меньший угол стреловидности). Крылом изменяемой стреловидности были оснащены, например, советские МиГ-23, Су-17, Су-24, Ту-22М и Ту-160, американский F-111, B-1.

## Модификации
Mirage III G. В 1964 году Компания Дассо получила задание от французских ВВС создать самолёт с изменяемой стреловидностью крыла. За основу был взят самолёт Mirage F2, оснащенный реактивным двигателем TF 306 производства американской компании Pratt & Whitney. Приблизительно в это же время французская компания SNECMA готовилась начать лицензионный выпуск этих двигателей.
Сборка первого прототипа нового самолёта началась в январе 1966 года. Первый полёт Mirage III G состоялся 18 ноября 1966 года с крылом заблокированным под углом в 20°. Через три недели, после нескольких удачных испытательных полетов, самолёт сумел превысить двойную скорость звука. В октябре 1969 года самолёт был передан в Центр летных испытаний Министерства обороны Франции.
Mirage G4 В конце 60-х французские ВВС нуждались в новом самолёте для разведки и ведения радиоэлектронной борьбы. По планам командования перспективный самолёт должен был иметь возможность длительного полета, экипаж из 2-х человек и оснащаться двигателями SNECMA Atar 9K50(Программа RAGEL). Также предполагалось, что новый самолёт станет носителем ядерного оружия, в качестве альтернативного варианта предполагалось использование и обычных вооружений. Под эту концепцию было разработано 2 прототипа Mirage G4, но ограниченность бюджета не позволила запустить самолёты в серию. Расчёты показывали, что самолёт получился слишком дорогим и на выделенные средства не получится построит запланированные 60 единиц. Это привело к закрытию проект в конце 1968 г.
Mirage G8. После закрытия программы Mirage G4 французские ВВС в очередной раз изменили техническое задание. Разработчикам был заказан одноместный перехватчик, который должен бы быть оснащен двумя двигателями SNECMA M53. Первый прототип Mirage G8 01, созданный на основе Mirage G4 совершил свой первый полёт в 8 мая 1971 года. Количество посадочных мест для пилотов после модернизации не изменилось и осталось равным двум. Второй прототип также был переделан из Mirage G4, но он был рассчитан на одного пилота, на месте второго было размещено оборудование. Прототип, получивший обозначение Mirage G8 02 первый раз поднялся в небо 13 июля 1972 года. Этот самолёт был укомплектован оборудованием в соответствии с требованием заказчика. Оба прототипа получили двигатели SNECMA Atar 9K50.
13 июля 1972 года лётчик-испытатель Жан-Мари Саге установил на Mirage G8 не побитый на 2012 год рекорд скорости для самолётов, разработанных в Европе (за исключением России). На высоте в 12 800 метров он развил скорость в 2,34 скорости звука.

## Окончание программы
Ни один самолёт не был запущен в серию. Основными причинами стали дороговизна и техническая сложность. Сказалась и потеря первого прототипа 13 января 1971 из за отказа поворотного механизма крыла.
Миражи G-серии совершили более несколько сотен полетов, что подтверждено наблюдателями из США. 
Mirage G8 01 был передан в Центр боевого применения ВВС Франции в октябре 1972 года, где совершил более 200 полётов по программе испытаний на соответствие требованиям заказчика. 
Mirage G8 02 совершил в общей сложности 125 полетов. Последний состоялся 22 ноября 1974 года. Оба экземпляра выставлены в музеях — Mirage G8 01 В Бордо, Mirage G8 02 в европейском музее авиации в Монтелимаре.

## Близкие по назначению и характеристикам машины
- МиГ-23
- General Dynamics F-111